# Chiesa di San Giovanni (Nule)
La chiesa di San Giovanni è un edificio religioso situato a Nule, centro abitato della Sardegna centrale. Consacrata al culto cattolico, fa parte della parrocchia della Natività di Maria, diocesi di Ozieri.

La chiesa è ubicata sul colle di San Paolo, alla periferia del paese. Di origini molto antiche, crollò all'inizio del diciannovesimo secolo ma, grazie all'elevata devozione della popolazione locale verso il santo, venne immediatamente ricostruita.